# エレン・バーナード・トンプソン・パイル
エレン・バーナード・トンプソン・パイル（Ellen Bernard Thompson Pyle、1876年11月11日 - 1936年8月1日）はアメリカ合衆国のイラストレーターである。1920年代、1930年代に雑誌、「サタデー・イブニング・ポスト」の表紙を描いた。有名なイラストレーター、ハワード・パイルの弟子で、パイルの弟のウォルター・パイルと結婚した。

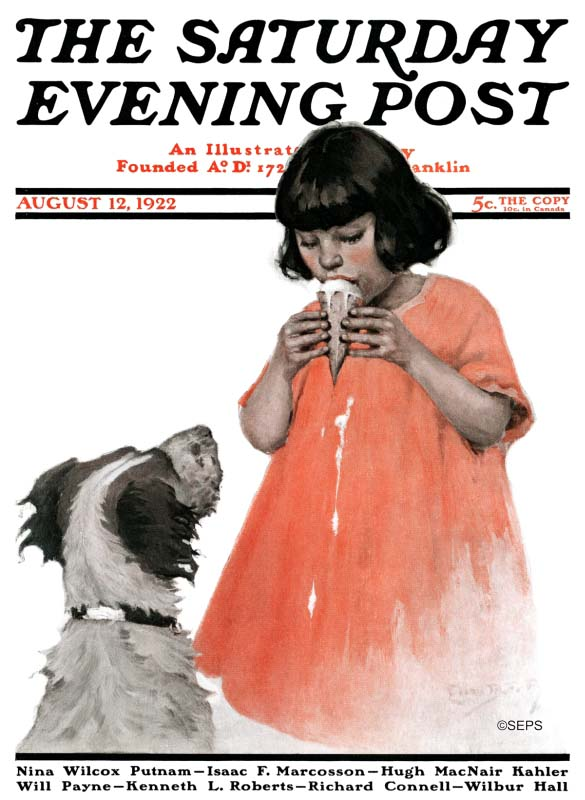
サタデー・イブニング・ポストの表紙 (1922)

## 略歴
フィラデルフィアで生まれた。1895年からドレクセル協会（現在のドレクセル大学）で美術を学んだ。1897年にドレクセル協会で教えていたハワード・パイルからイラストレーションを学び始め、パイルの優秀な学生として、定期出版物のイラストの注文を受けるようになった。パイルが、ペンシルベニア州デラウェア郡のウィルミントン(Wilmington)やチャズフォードで、イラストを教え始めると、エレンもその学校に招かれた。この頃、パイルの弟で革製品の仕事をしていたウォルター・パイルと知り合い、1904年に結婚した。
結婚後はウィルミントンに住み4人の子供の世話のため、作品制作を中断していたが、1919年にウォルターが腎臓病で亡くなったので、42歳になっていたエレンは家計を助けるためにイラストレーションの仕事を再開した。1920年代、1930年を通じて、雑誌や書籍の表紙絵を描き、「フラッパー」と呼ばれた流行のスタイルをまとった都会の女性などを描いた作品は人気になった。2人の子供は美術学校に通いアーティストとして成功し、娘の1人はイラストレーターのN・C・ワイエスの息子で発明家のナサニエル・ワイエスと結婚し、ポピュラー音楽のドラマー、ピアニストのハワード・ワイエスは孫である。
2009年にひ孫の一人が企画した回顧展がデラウェア美術館で開催された。

## 作品

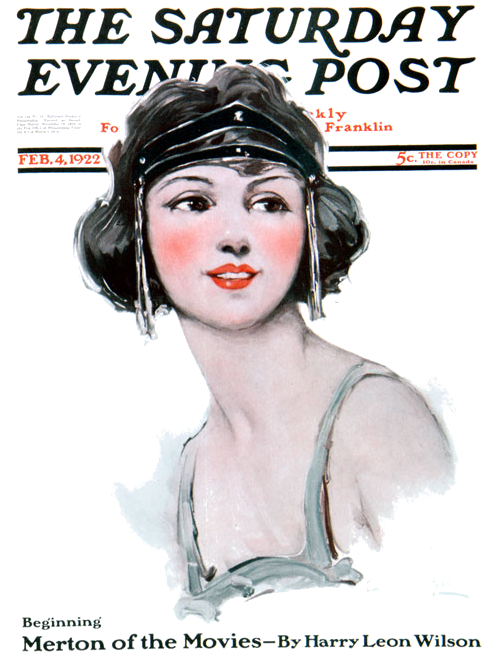
サタデー・イブニング・ポストの表紙 (1922)
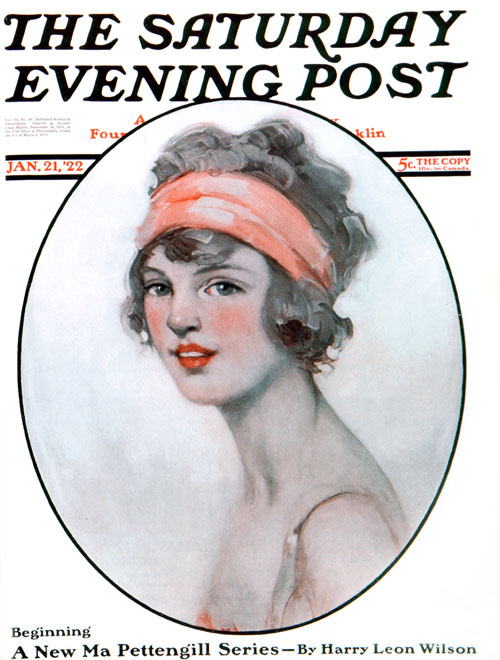
サタデー・イブニング・ポストの表紙 (1922)
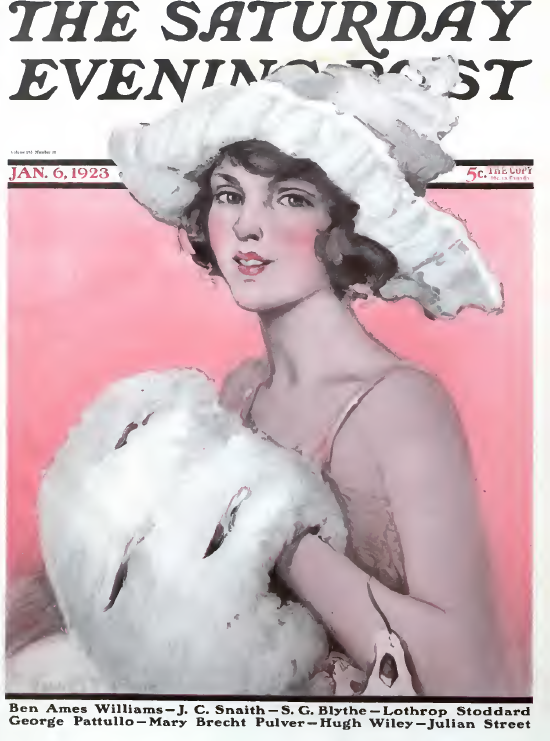
サタデー・イブニング・ポストの表紙 (1923)
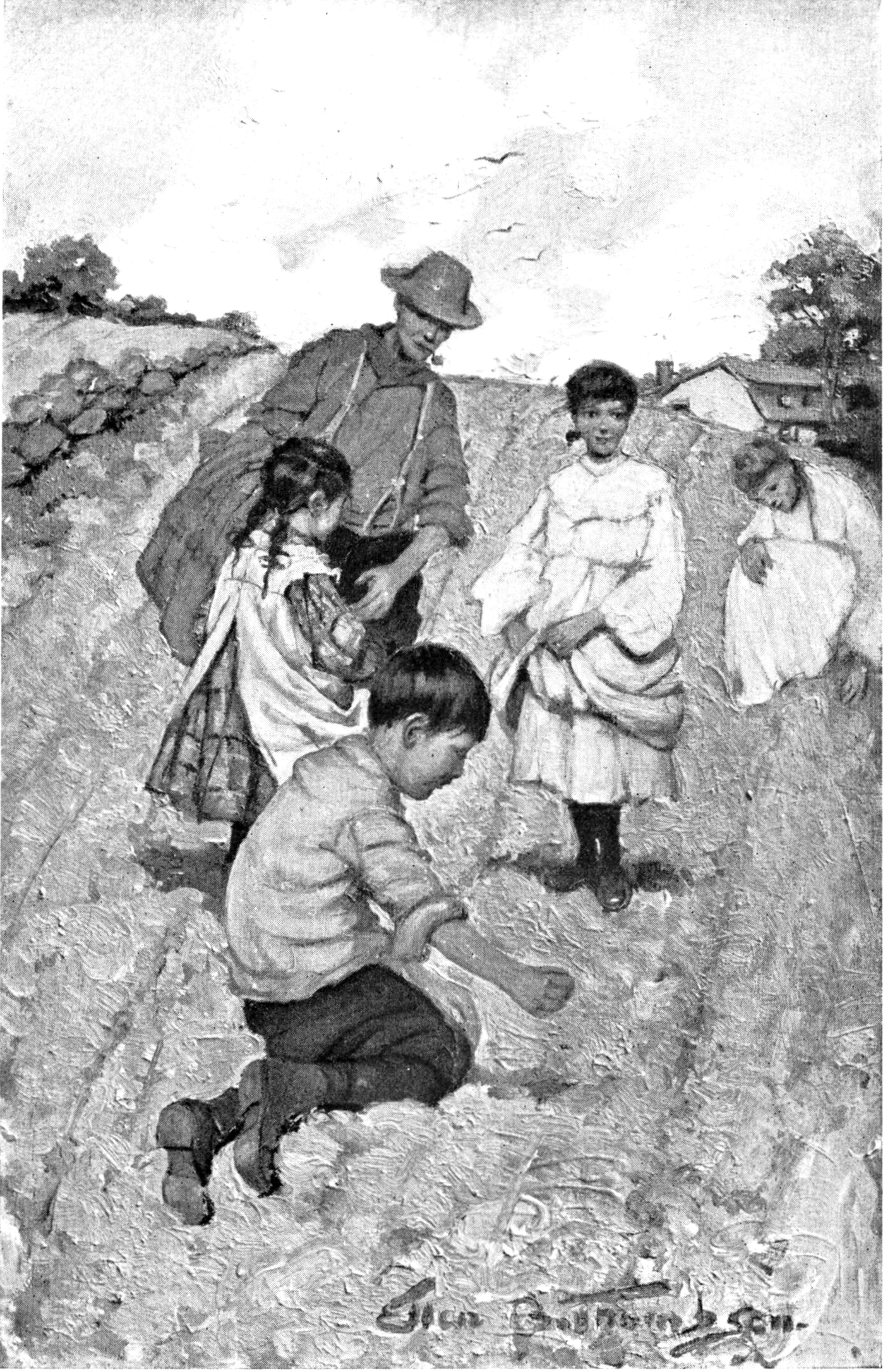
本の挿絵 (1903)